# Christian Drosten

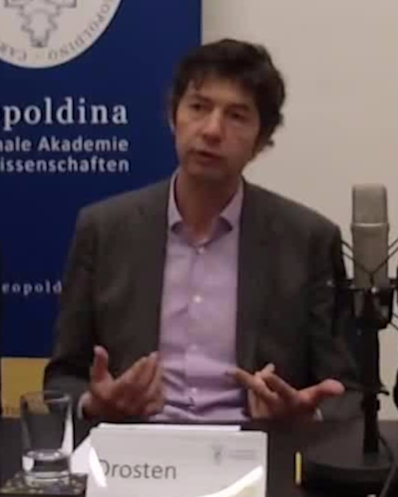
Christian Drosten (2020)

Christian Heinrich Maria Drosten (* 12. Juni 1972 in Lingen im Emsland) ist ein deutscher Virologe. Von 2007 bis 2017 war er Professor an der Universität Bonn. Seit 2017 ist er Professor, Lehrstuhlinhaber und Institutsdirektor an der Charité in Berlin. Einer seiner Forschungsschwerpunkte sind neu auftretende Viren (englisch emerging viruses). Einer breiten Öffentlichkeit wurde Drosten im Zuge der COVID-19-Pandemie bekannt, unter anderem mit dem NDR-Podcast Coronavirus-Update und als wissenschaftlicher Berater der Bundesregierung und verschiedener Landesregierungen. In der Berichterstattung zur Pandemie gehört er zu den in Deutschland am häufigsten erwähnten Wissenschaftlern.

## Leben

### Ausbildung und Privatleben
Drosten wurde 1972 im Bonifatius Hospital Lingen geboren und wuchs auf einem Bauernhof in Groß Hesepe im Emsland als Ältestes von drei Geschwistern auf.
Nach dem Abitur am Bischöflichen Gymnasium Marianum (Meppen) leistete er Zivildienst als Sanitäter im Rettungswesen. Ab 1992 studierte er zunächst Chemietechnik und Biologie an der Technischen Universität Dortmund und der Westfälischen Wilhelms-Universität Münster. Ab 1994 studierte er Humanmedizin an der Johann Wolfgang Goethe-Universität Frankfurt am Main und absolvierte im Mai 2000 das dritte Staatsexamen. Drosten wurde 2003 in Frankfurt mit einer Dissertation zur Etablierung eines Hochdurchsatz-PCR-Testsystems für Immundefizienz-Viren und Hepatitis-B-Virus zur Blutspendertestung, angefertigt am Institut für Transfusionsmedizin und Immunhämatologie des Blutspendedienstes des Roten Kreuzes, mit summa cum laude zum Doktor der Medizin promoviert. Seit 2006 ist er Facharzt für Mikrobiologie, Virologie und Infektionsepidemiologie.
Drosten und seine Partnerin wohnen in Berlin und sind Eltern eines Kindes.

### Wissenschaftliche Laufbahn
Ab Juni 2000 arbeitete Drosten als Arzt im Praktikum in der Laborgruppe des Mediziners Herbert Schmitz der Abteilung für Virologie des Bernhard-Nocht-Instituts für Tropenmedizin in Hamburg, wo er die Laborgruppe Molekulare Diagnostik leitete und ein Forschungsprogramm zur molekularen Diagnostik tropischer Viruskrankheiten etablierte. Ab 2007 leitete Drosten das Institut für Virologie am Universitätsklinikum Bonn. Seit März 2017 hat er eine W3-Professur des Berliner Instituts für Gesundheitsforschung an der Charité in Berlin inne. Er ist Direktor des Instituts für Virologie am Campus Charité Mitte und des Fachbereiches Virologie der Labor Berlin – Charité Vivantes GmbH. Außerdem leitet er das seit 1. Januar 2023 etablierte CharitéCenter für Global Health (CCGH).
Im Jahre 2003 gehörte Drosten zu den Mitentdeckern desjenigen Coronavirus, welches die SARS-Pandemie 2002/2003 verursachte und das heute als SARS-CoV bzw. als SARS-CoV-1 bezeichnet wird. Der alternative Ausdruck SARS-CoV-1 dient der besseren Unterscheidung vom später in Erscheinung getretenen SARS-CoV-2. Mit Stephan Günther gelang Drosten wenige Tage nach der Identifizierung und noch vor den Centers for Disease Control and Prevention in Atlanta die Entwicklung eines diagnostischen Tests auf das neue Virus.
Seine Erkenntnisse zu SARS stellte Drosten der Wissenschaftsgemeinde über das Internet sofort zur Verfügung, noch bevor sein Beitrag im Mai 2003 im New England Journal of Medicine erschien. Dies wurde u. a. von der Zeitschrift Nature gewürdigt. Im gleichen Jahr veröffentlichte die Arbeitsgruppe um Drosten das sequenzierte Genom des SARS-Coronavirus (SARS-CoV-1) in der Zeitschrift Science und identifizierte es als Hauptursache des Schweren akuten Atemwegssyndroms (englisch Severe acute respiratory syndrome, SARS).
Ab 2012 erforschte die von Drosten geleitete Forschungsgruppe unter anderem auch das Middle East respiratory syndrome-coronavirus (MERS-CoV) und entwickelte den anschließend weltweit verwendeten Standardtest zum Nachweis dieses Erregers.
Im März 2020 erhielt Drostens Arbeitsgruppe eine Förderung von 250.000 US-Dollar von der Bill & Melinda Gates Foundation für die Entwicklung diagnostischer Verfahren im Rahmen der SARS-CoV-2-Pandemie.
Christian Drosten hatte im Oktober 2024 laut Google Scholar einen h-Index von 146 und laut der Datenbank Scopus einen solchen von 114. Neun seiner Publikationen über die SARS-Pandemie 2002/2003 und über SARS-CoV-2 wurden laut Google Scholar bisher (Stand April 2024) jeweils über 3000-mal in wissenschaftlichen Veröffentlichungen zitiert. Science zählt ihn zu den „weltweit führenden Experten im Hinblick auf Coronaviren“.

## Wirken

### Aktivität im Rahmen der COVID-19-Pandemie
Die von Drosten geleitete Forschungsgruppe war maßgeblich an der Entwicklung des weltweit ersten Diagnostiktests für das erstmals im Dezember 2019 aufgetretene Coronavirus SARS-CoV-2 beteiligt, welcher Mitte Januar 2020 frei zur Verfügung gestellt wurde. Es folgte die Publikation dieser Forschungsergebnisse, wobei das sequenzierte Genom nur aus Online-Übermittlungen bekannt war und physisch nicht vorlag.
Im Verlauf der COVID-19-Pandemie beriet Drosten Politik und Behörden und erlangte hohe Aufmerksamkeit in den Medien, so in dem seit 26. Februar 2020 gesendeten Podcast Coronavirus-Update des Norddeutschen Rundfunks. Am 17. März 2020 schrieb der Stern: „Das Coronavirus hat den Virologen Christian Drosten zum gefragtesten Mann der Republik gemacht. Und zum Star“, und „[…] seit Corona grassiert, ist Drosten der Mann, der die Krise steuert, der uns durch die Krise navigiert. Der nichts beschönigt und nichts dramatisiert. Der abwägt und korrigiert, der sagt, wenn er etwas nicht weiß oder am Vortag zu kurz gedacht hat.“ In seinem Podcast (Nr. 32) vom 16. April 2020 erklärte Drosten, schon seit Wochen nicht mehr in die Politikberatung eingebunden zu sein. Im März 2020 betonte er, dass er nur einer von vielen Wissenschaftlern sei, welche die Bundesregierung zu Rate ziehe, die Hauptrolle komme dabei dem Robert Koch-Institut zu. Insbesondere habe er nicht über die Notwendigkeit von Maßnahmen wie einer Ausgangssperre mit der Regierung gesprochen.
Im Mai 2020 verkündete Drosten, dass es klare Beweise dafür gäbe, dass SARS-CoV-2 nicht aus dem Labor in Wuhan entwichen sein könne, da ein Hauptoberflächenprotein des Virus in Fledermäuse eindringen könne, was seinen Angaben zufolge lediglich bei einer Entstehung des Virus außerhalb des Labors der Fall sein könne. Damit widersprach er Luc Montagnier, welcher Hinweise auf einen Ursprung im Labor sah.
Rückblickend gab Drosten in einem Interview am 13. November 2020 an, dass mit den Erkrankungsfällen in der Firma Webasto durch eine infizierte Mitarbeiterin aus China ab dem 27. Januar 2020 „die Zeit des Rätselratens“, ob es bei einzelnen importierten Fällen bliebe oder eine Pandemie käme, vorbei gewesen sei: „Da war es klar, es wird eine Pandemie.“ Am darauffolgenden 28. Januar forderte er, dass Deutschland seine Denkweise von „wir halten das Virus aus dem Land“ zu „es könnte eine Pandemie auf uns zukommen“ verändern und „die Pandemiepläne rausholen“ müsse.
Drosten war von Dezember 2021 bis zu dessen Auflösung im April 2023 ein Mitglied des Corona-Expertenrats der Bundesregierung. Drosten wurde 2021 in den Sachverständigenausschuss nach § 5 Absatz 9 Infektionsschutzgesetz zur Evaluation der Coronamaßnahmen berufen, aus dem er Ende April 2022 auf eigenen Wunsch ausschied. Seit 2024 ist er Mitglied im Expertenrat Gesundheit und Resilienz.

### Weitere Aktivität
Drosten ist Mitunterzeichner eines Briefes von 100 Ärzten, Pflegekräften und Gesundheitsexperten, die ein stärkeres Vorgehen gegen Falschinformationen zur COVID-19-Pandemie forderten. Melanie Brinkmann, ebenfalls Mitunterzeichnerin, wird zitiert: „Wir müssen sicherstellen, dass Informationen, die noch nicht gar sind, keine massenhafte Verbreitung finden.“ Der Brief kam über das Kampagnennetzwerk Avaaz zu Stande.
Drosten ist Mitunterzeichner des John Snow Memorandum, das einen Schutz aller Bevölkerungsgruppen bis zur Verfügbarkeit eines Impfstoffes fordert.
Drosten setzt sich für die transparente Verbreitung von wissenschaftlichen Daten ein und publiziert deshalb in Fachzeitschriften wie Eurosurveillance, in denen alle Artikel online frei verfügbar sind.
Eine weitere Aktivität im Rahmen von Open Science war die versuchsweise Publikation einer wissenschaftlichen Studie in einem Open-peer-review-Verfahren. Die Studie erschien zunächst nur auf einem Server seiner Universität, zusammen mit der Aufforderung an die wissenschaftlichen Kollegen auch aus anderen Fächern, die frühe preprint-Studie öffentlich zu diskutieren.
Im Dezember 2021 wurde Drosten von Bündnis 90/Die Grünen im Abgeordnetenhaus von Berlin als Mitglied der 17. Bundesversammlung nominiert und nahm somit an der Wahl des Bundespräsidenten teil.

## Ehrungen
- 2003 wurde Drosten zusammen mit Stephan Günther für die „Identifizierung des SARS-Coronavirus und Etablierung eines schnellen diagnostischen Testsystems“ mit dem mit 8000 Euro dotierten Preis der Werner Otto Stiftung zur Förderung der medizinischen Forschung ausgezeichnet.[53]
- 2004 erhielt Drosten den Preis für Klinische Infektiologie des Fördervereins der Deutschen Gesellschaft für Infektiologie e. V.,[54] den Abbott Diagnostics Award der European Society for Clinical Virology,[55] den bioMérieux Diagnostics Award der Deutschen Gesellschaft für Hygiene und Mikrobiologie[56] und den Postdoktorandenpreis für Virologie der Robert-Koch-Stiftung.[57]
- 2005 wurde ihm das Bundesverdienstkreuz am Bande verliehen, da er mit Stephan Günther als einer der Ersten einen diagnostischen Test für das Coronavirus SARS-CoV entwickelte.[58]
- 2005 bis 2010 war er Mitglied der Jungen Akademie an der Berlin-Brandenburgischen Akademie der Wissenschaften und der Nationalen Akademie der Wissenschaften Leopoldina.[59]
- 2020 wurde ihm von der DFG ein einmaliger Sonderpreis für „herausragende Kommunikation der Wissenschaft in der Covid-19-Pandemie“ außerhalb des Communicator-Preis-Verfahrens zuerkannt.[60] Der Sonderpreis ist mit 50.000 Euro dotiert.[61]
- 2020 Grimme Online-Award für den NDR-Podcast „Das Coronavirus-Update“.[62] Drosten erhielt sowohl den Preis der Jury als auch den Publikumspreis.
- 2020 KlarText-Sonderpreis für Wissenschaftskommunikation der Klaus Tschira Stiftung für „außerordentliches Engagement im gesellschaftlichen Dialog über Wissenschaft“[63]
- 2020 Sonderpreis des Beirats des Deutschen Radiopreises für den NDR-Podcast „Das Coronavirus-Update“.[64]
- 2020 BdKom-Award (Ehrenpreis) des Bundesverbands der Kommunikatoren für „die außergewöhnliche kommunikative Leistung Drostens während der weiterhin andauernden Covid-19-Pandemie“[65]
- 2020 Bundespräsident Frank-Walter Steinmeier zeichnete Christian Drosten wegen „weltweit anerkannter Erkenntnisse zum Corona-Infektionsgeschehen“ mit dem Bundesverdienstkreuz 1. Klasse aus.[66][67]
- 2020 Marbacher Schillerrede 2020[68]
- 2021 wurde Drosten gemeinsam mit Sandra Ciesek vom Deutschen Hochschulverband als Hochschullehrer des Jahres ausgezeichnet.
- 2021 Eduard Buchner Preis der Gesellschaft für Biochemie und Molekularbiologie[69]
- 2021 Leibniz-Medaille der Berlin-Brandenburgischen Akademie der Wissenschaften
- 2021 Urania-Medaille
- 2021 Aufnahme als Mitglied in die Nationale Akademie der Wissenschaften Leopoldina[70]
- 2021 Berliner Wissenschaftspreis 2020
- 2021 Ehrendoktor der Tierärztlichen Hochschule Hannover[71]
- 2021 Mitglied der Berlin-Brandenburgischen Akademie der Wissenschaften
- 2022 Sir Michael Stoker Award 2022 des CVR der University of Glasgow[72]

## Öffentliche Kritik und Anfeindungen
Drosten sieht sich bei seiner öffentlichen Präsenz zunehmend Anfeindungen bis hin zu Morddrohungen ausgesetzt. Der Spiegel widmete ihm einen Titelartikel „Verehrt und verhasst“.
Im Juni 2022 wurde Drosten während eines Aufenthalts mit seiner Familie auf einem Campingplatz an der Mecklenburgischen Seenplatte von mutmaßlichen Querdenkern u. a. als „Transhumanist“ bezeichnet und als „Massenmörder“ beschimpft.

### Studie zu COVID-19-Übertragung unter Kindern
Während der COVID-19-Pandemie griff die BILD Christian Drosten scharf an: Am 25. Mai 2020 erschien das Blatt mit der Seite-1-Schlagzeile „Fragwürdige Methoden: Drosten-Studie über ansteckende Kinder grob falsch – Wie lange weiß der Star-Virologe schon davon?“
Die Kritik von Bild bezog sich auf eine Studie, die Drosten gemeinsam mit anderen Wissenschaftlern am 29. April 2020 als Preprint veröffentlicht hatte und in der gefolgert wurde, dass Kinder das Coronavirus genauso verbreiten könnten wie Erwachsene.
Dabei versuchte die BILD unter Verwendung nicht autorisierter und teilweise falsch wiedergegebener Zitate und aufmerksamkeitserzeugender Zuspitzung den Eindruck zu erwecken, dass sich Drosten als „Deutschlands Virologe No. 1“ bei Covid-19 getäuscht habe. Drosten warf daraufhin dem Bild-Redakteur Filipp Piatov „tendenziöse Berichterstattung“ vor und kritisierte, dass „dabei Zitatfetzen von Wissenschaftlern ohne Zusammenhang“ verwendet worden seien.
Das Blatt untermauerte seine Kritik unter Zitieren von Wissenschaftlern, die meisten davon Statistiker, die sich jedoch von der Berichterstattung der BILD meist umgehend distanzierten. Mehrere dieser Wissenschaftler erwähnten dabei, von der Bild nicht persönlich befragt worden zu sein. Außerdem stellten sich einige Politiker vor Drosten.
In den folgenden Tagen verteidigte Chefredakteur Julian Reichelt die Veröffentlichung als „legitime Berichterstattung“.
Laut Reichelt habe die Bild Hinweise aus Regierungskreisen und Kreisen der Ministerpräsidenten erhalten. Dort sei man unglücklich über die Entscheidung gewesen, Schulen und Kitas größtenteils geschlossen zu halten. Dies sei von der kritisierten Studie (bzw. deren Preprint) beeinflusst gewesen. Im Preprint vom 29. April 2020 stand noch: „Kinder könnten so infektiös wie Erwachsene sein“ und es wird „vor einer unbegrenzten Wiedereröffnung von Schulen und Kindergärten in der gegenwärtigen Situation gewarnt“.
Tatsächlich waren dann auch in der Fassung der Studie von Anfang Juni 2020 die Kernaussagen wie folgt umformuliert und die ursprüngliche Warnung in eine bloße Empfehlung abgeändert worden: „Insbesondere gibt es aus der vorliegenden Studie nur wenige Belege dafür, dass Kinder möglicherweise nicht so ansteckend sind wie Erwachsene“ und es wird „Vorsicht und sorgfältige Überwachung bei der schrittweisen Aufhebung nicht-pharmazeutischer Interventionen“ empfohlen. Weiterhin wurde in der Studie unmissverständlich klargestellt, dass die methodischen Beanstandungen ihrer ersten Version gerechtfertigt waren und dass daher konsequenterweise die Statistik völlig neu „aufgesetzt“ werden musste.
Ende Juli 2020 kam eine in JAMA Pediatrics publizierte amerikanische Studie zu vergleichbaren Ergebnissen. Sie hatte aber mit rund 50 Teilnehmenden für jede der drei Altersgruppen nur eine geringe Teilnehmerzahl. Das Mittel der Viruskonzentration der Altersgruppe 5–17 Jahre wies zu den Erwachsenen keine großen Unterschiede auf. In den erfassten Abstrichen von unter Fünfjährigen war dagegen die Konzentration deutlich höher. Im Mai 2021 wurde eine fortgeführte begutachtete Version der Untersuchung unter dem Titel Estimating infectiousness throughout SARS-CoV-2 infection course bei der Fachzeitschrift Science veröffentlicht. In dieser wurde neben dem Alter auch auf die Viruslast in Abhängigkeit zum Symptombeginn (Maximum: ein bis drei Tage davor) und die zehnmal höhere Viruslast der ansteckenderen Variante B.1.1.7 eingegangen. September 2020 sah der Deutsche Presserat „mehrere schwere Verstöße gegen die journalistische Sorgfaltspflicht“ in der Bild-Berichterstattung und sprach der Zeitung diesbezüglich eine Rüge aus.

### Veröffentlichung seiner Dissertation
Im Juni 2020 wurde öffentlich behauptet, Drostens am 6. Februar 2002 eingereichte Dissertation sei nicht ordnungsgemäß veröffentlicht worden. Anlass für diese Behauptung war der Umstand, dass die Frankfurter Universitätsbibliothek die deutschsprachige Druckausgabe seiner Dissertation erst nach 18 Jahren im Jahre 2020 und erst aufgrund gestiegenen öffentlichen Interesses aufgenommen hatte. Die Goethe-Universität erklärte hierzu, dass 2020 nur ein Originalexemplar vorhanden gewesen und deshalb ein Leihverkehr geprüft worden sei. Da dem konservatorische Bedenken entgegengestanden hätten, sei Christian Drosten gebeten worden, ein weiteres Exemplar der Promotionsschrift für den Leihverkehr und die Fertigung von Papierkopien zur Verfügung zu stellen. Dem sei er umgehend und ohne Verpflichtung dazu nachgekommen. Archivierung und Vorhalten in digitaler Form sind offenbar nicht vorgesehen. Drostens Dissertation basiert auf drei im Jahr 2000 und 2001 in Fachzeitschriften veröffentlichten englischsprachigen Artikeln, wurde 2001 zur Begutachtung eingereicht und 2003 geprüft. Am 15. Oktober 2020 erläuterte die Goethe-Universität in Frankfurt am Main, dass nach mehrfacher Prüfung keine Zweifel daran bestünden, dass das Promotionsverfahren ordnungsgemäß durchgeführt wurde.

### Widerlegter Vorwurf wegen Zurückhaltung eigener Auffassungen aus Rücksicht auf die COVID 19-Strategie der Bundesregierung
Ein Online-Portal, das sich auf geleakte Dokumente aus dem Robert Koch-Institut bezog, titelte 2024: „Drosten zog wissenschaftliches Papier zurück, da es dem Regierungshandeln widersprach.“ In dem Protokoll vom 29. Juli 2020 heißt es unter „Empfehlungen für den Herbst“, Drosten habe „entschieden, das Papier nicht zu publizieren, da ungezielte Testung im Text als nicht sinnvoll betrachtet wird und dies dem Regierungshandeln widerspricht“. Tatsächlich jedoch handelt es sich dabei nicht um ein „wissenschaftliches Papier“, sondern laut Überschrift lediglich um einen „Textentwurf zur Kommentierung“. Drosten selbst veröffentlichte seine der Teststrategie der Bundesregierung entgegengesetzte Ansicht, zur Entlastung der Gesundheitsämter und Labore sei nach dem Vorbild Japans die Eindämmung und Unterbindung von Übertragungsclustern zielführender als Massentests, kurz darauf sowohl in der Zeit („Zweite Corona-Welle: So können wir einen neuen Lockdown verhindern“) als auch in der 54. Folge seines Coronavirus-Updates im NDR.

## Schriften (Auswahl)
Monographien
- Etablierung von Hochdurchsatz-PCR-Testsystemen für HIV-1 und HBV zur Blutspendertestung. 2001, Dissertation, Johann Wolfgang Goethe-Universität Frankfurt am Main 2003.

Bücher
- mit Georg Mascolo: Alles überstanden? Ein überfälliges Gespräch zu einer Pandemie, die nicht die letzte gewesen sein wird. Ullstein Buchverlage, Berlin 2024, ISBN 978-3-550-20302-2.

Buchbeiträge
- SARS- und andere Coronaviren. In: H. Mittermayer, F. Allerberger (Hrsg.): Spektrum der Infektionskrankheiten. Spitta Verlag, Balingen 2005, ISBN 3-934211-78-X, S. 310–316.
- mit K. H. Chan und L. L. M. Poon: Viral diagnostics of SARS. In: M. Peiris u. a. (Hrsg.): Severe acute respiratory syndrome. Blackwell Scientific, Oxford 2005, ISBN 1-4051-3031-8, S. 64–71.
- SARS-Coronavirus. In: R. Marre, T. Mertens, M. Trautmann, W. Zimmerli (Hrsg.): Klinische Infektiologie. Infektionskrankheiten erkennen und behandeln. Urban & Fischer, München (u. a.) 2007, ISBN 978-3-437-31355-4, S. 342–343.
- Wege zur Entdeckung neuer Viren. In: Hans W. Doerr (Hrsg.): Medizinische Virologie. Thieme, Stuttgart/New York 2010, ISBN 978-3-13-153562-7.
- mit Stefan Schmiedel: Tollwut. In: Thomas Löscher, Gerd-Dieter Burchard (Hrsg.): Tropenmedizin in Klinik und Praxis. 4. Auflage. Thieme, Stuttgart/New York 2010, ISBN 978-3-13-785804-1, S. 392–398.

Zeitschriftenbeiträge
- Christian Drosten, Marijke Weber, Erhard Seifried, W. Kurt Roth: Evaluation of a new PCR assay with competitive internal control sequence for blood donor screening. In: Transfusion. Band 40, Nr. 6, 2000, S. 718–724, doi:10.1046/j.1537-2995.2000.40060718.x, PMID 10864995.
- W. Kurt Roth et al.: Yield of HCV and HIV‐1 NAT after screening of 3.6 million blood donations in central Europe. In: Transfusion. Band 42, Nr. 7, 2002, S. 862–868, doi:10.1046/j.1537-2995.2002.00129.x, PMID 12375658.
- Christian Drosten et al.: Rapid Detection and Quantification of RNA of Ebola and Marburg Viruses, Lassa Virus, Crimean-Congo Hemorrhagic Fever Virus, Rift Valley Fever Virus, Dengue Virus, and Yellow Fever Virus by Real-Time Reverse Transcription-PCR. In: Journal of Clinical Microbiology. Band 40, Nr. 7, 2002, S. 2323–2330, doi:10.1128/JCM.40.7.2323-2330.2002, PMID 12089242, PMC 120575 (freier Volltext).
- Christian Drosten et al.: Identification of a Novel Coronavirus in Patients with Severe Acute Respiratory Syndrome. In: The New England Journal of Medicine. Band 348, Nr. 20, 2003, S. 1967–1976, doi:10.1056/nejmoa030747, PMID 12690091.
- Thijs Kuiken et al.: Newly discovered coronavirus as the primary cause of severe acute respiratory syndrome. In: The Lancet. Band 362, Nr. 9380, 2003, S. 263–270, doi:10.1016/s0140-6736(03)13967-0, PMID 12892955, PMC 7112434 (freier Volltext).
- Paul A. Rota et al.: Characterization of a Novel Coronavirus Associated with Severe Acute Respiratory Syndrome. In: Science. Band 300, Nr. 5624, 2003, S. 1394–1399, doi:10.1126/science.1085952, PMID 12730500.
- Jan Felix Drexler et al.: Bats host major mammalian paramyxoviruses. In: Nature Communications. Band 3, Nr. 1, 2012, doi:10.1038/ncomms1796, PMID 22531181, PMC 3343228 (freier Volltext).
- Chantal Reusken et al.: Middle East respiratory syndrome coronavirus neutralising serum antibodies in dromedary camels: a comparative serological study. In: Lancet Infectious Diseases. Band 13, Nr. 10, 2013, S. 859–866, doi:10.1016/s1473-3099(13)70164-6, PMID 23933067, PMC 7106530 (freier Volltext).
- V. Stalin Raj et al.: Dipeptidyl peptidase 4 is a functional receptor for the emerging human coronavirus-EMC. In: Nature. Band 495, Nr. 7440, 2013, S. 251–254, doi:10.1038/nature12005, PMID 23486063, PMC 7095326 (freier Volltext).
- Camilla Rothe et al.: Transmission of 2019-nCoV Infection from an Asymptomatic Contact in Germany. In: The New England Journal of Medicine. Band 382, Nr. 10, 2020, S. 970–971, doi:10.1056/nejmc2001468, PMID 32003551, PMC 7120970 (freier Volltext).
- Markus Hoffmann et al.: SARS-CoV-2 Cell Entry Depends on ACE2 and TMPRSS2 and Is Blocked by a Clinically Proven Protease Inhibitor. In: Cell. Band 181, Nr. 2, 2020, S. 271–280.e8, doi:10.1016/j.cell.2020.02.052, PMID 32142651, PMC 7102627 (freier Volltext).
- Victor M. Corman et al.: Detection of 2019 novel coronavirus (2019-nCoV) by real-time RT-PCR. In: Eurosurveillance. Band 25, Nr. 3, 2020, doi:10.2807/1560-7917.ES.2020.25.3.2000045, PMID 31992387, PMC 6988269 (freier Volltext).
- Roman Wölfel et al.: Virological assessment of hospitalized patients with COVID-2019. In: Nature. Band 581, Nr. 7809, 2020, S. 465–469, doi:10.1038/s41586-020-2196-x, PMID 32235945.